# Proterochampsidae
A Proterochampsidae egy rejtélyes archosauromorphacsoport, melyet A. S. Romer nevezett el 1966-ban, Vertebrate Paleontology című művének harmadik kiadásában. A különböző szerzők hol az archosaurusok közé (Benton 1985, Benton 1990), hol a Proterosuchia (Carroll 1988), hol pedig az Archosauriformes (Sereno 1991) csoportba helyezik el, míg az újabb keletű online adatbázisok nem létező taxonként, illetve a crocodylomorphák tagjaként hivatkoznak rá. A család (és ritkábban a rend) nagyjából ötven példányon alapul, melyeket Argentínában és a Patagónia körüli területeken találtak. Az ismert példányok korát 245 és 199,6 millió év közé, a triász időszakra becsülik.

## Anatómia és osztályozás
A család tagjai meglehetősen különböznek egymástól, de valamennyi faj rendelkezik a krokodilokhoz hasonló testi jellemzőkkel. Egyes proterochampsidák hossza nem haladta meg az 1 métert sem, de az olyanok, mint a Proterochampsa elérték az 5 métert is, és kétségtelenül a triász időszak legnagyobb ragadozói közé tartoztak.
Romer könyvében a Proterochampsidae családhoz tartozó definíciónál említésre kerül a széles, lapos koponya, a kezdetleges lemezszerű csípő, a bőrpáncél (scutum) jelenléte, valamint az, hogy ezek az állatok Nyugat-Gondwana vízi ragadozóiként éltek. Parrish (1993) és Sereno (1991) részben egyetértenek a megállapításaival.
Kezdetben a phytosaurusok fosszilis maradványait is a proterochampsidák csoportjába sorolták be, ám a későbbi kutatások kimutatták, hogy ezek az állatok túl kezdetlegesek és specializáltak voltak ahhoz, hogy ebbe a csoportba tartozzanak. A tudósok ma úgy vélik, hogy ez az ősi család valódi archosaurusok csoportja, amely hasonlít a proterosuchidák és az erythrosuchidák családjára.

## Taxonómia
A Proterochampsidae nevet Alfred Sherwood Romer alkotta meg (1966-ban). Nem létező, nem ichnotaxon és nem is hivatalos taxon. Carrol (1988-ban) a Proterosuchiához, Benton (1985-ben és 1990-ben) az Archosauriához, Sereno pedig (1991-ben) az Archosauriformeshez sorolta be. Az alábbi taxonokat rendszerint nem fogadják el:
- Proterosuchia rend - nincs elfogadva
  - Proterochampsidae család
    - Cerritosaurus nem (Price, 1946) - Carroll (1988-ban) a Proterochampsidae-hez kapcsolta
    - Chanaresuchus nem (Romer, 1971) - Romer (1971-ben), Carroll (1988-ban) és Benton (1990-ben) a Proterochampsidae-hez kapcsolta
      - Species C. bonapartei (Romer, 1971)

    - Gualosuchus nem (Romer, 1971) - Romer (1971-ben) és Carroll (1988-ban) a Proterochampsidae-hez kapcsolta
      - G. reigi faj (Romer, 1971)

    - Proterochampsa nem (Reig, 1959) - Carroll (1988-ban) a Proterochampsidae-hez kapcsolta

## Fordítás
- Ez a szócikk részben vagy egészben  a   Proterochampsidae című angol Wikipédia-szócikk ezen változatának fordításán alapul.  Az eredeti cikk szerkesztőit annak laptörténete sorolja fel. Ez a jelzés csupán a megfogalmazás eredetét és a szerzői jogokat jelzi, nem szolgál a cikkben szereplő információk forrásmegjelöléseként.